# Завойко, Василий Степанович (1875—1947)
Василий Степанович Завойко (Курбатов) (4 июля 1875, Киев, Российская империя — 8 июня 1947, штат Нью-Йорк, США) — дворянин, крупный подольский помещик, журналист. Также руководитель ряда нефтепромышленных компаний Российской империи, прапорщик Текинского конного полка, ординарец и адъютант генерала Лавра Георгиевича Корнилова, впоследствии стал членом Белого движения и начальником личной канцелярии атамана Григория Михайловича Семёнова. В 1920 году эмигрировал в США, штат Нью-Йорк. При помощи генерального консульства США во Владивостоке предложил Временному правительству Дальнего Востока — Приморской областной земской управе собственный проект конституции «Основные законы Приморской области», который, несмотря на одобрение со стороны председателя правительства, не был реализован, в связи с вхождением области в состав Дальневосточной республики.

## Биография

### Дореволюционный период
Василий Степанович Завойко родился в 1875 году в Киеве в семье действительного статского советника Степана Васильевича Завойко и дочери дворянина Черниговской губернии Екатерины Ивановны Драгневич. В 1895 году окончил Александровский лицей, после чего по 1898 год был причислен к Парижскому и Лондонскому посольствам, затем ушёл в отставку и уехал в Подольскую губернию, получив наследство от адмирала Василия Степановича Завойко. В 1901 году избран Гайсинским уездным предводителем дворянства, а также возглавил Гайсинскую уездную земскую управу, в 1902 году возглавил уездный комитет о нуждах сельскохозяйственной промышленности. В феврале 1907 года у Завойко случился конфликт с министром внутренних дел Петром Аркадьевичем Столыпиным, в результате которого он лишился должности предводителя дворянства, а также не смог избраться в Государственную думу Российской империи.
Предположительно в 1912 году Завойко переехал в Петербург, став членом правления Санкт-Петербургского стеклопромышленного общества. Благодаря родственным связям с председателем правления Русско-Азиатского банка Алексеем Ивановичем Путиловым, в 1914 году стал одним из директоров нефтяного общества «Арамазд», в 1915 году — членом правления Акционерного общества подсобных предприятий Эмбинского района, а также членом руководства ряда компаний: общество «А. И. Манташев и Кº», Московско-Кавказское нефтяное промышленно-торговое товарищество, нефтепромышленное и торговое общество «Братья Мирзоевы и Кº», Средне-Азиатское нефтепромышленное и торговое акционерное общество «Санто», Товарищество нефтяного производства «Г.М. Лианозова сыновья» и другие. 4 ноября 1916 года Завойко стал одним из учредителей Нефтяной секции Совета съездов представителей промышленности и торговли и членом её бюро.

### Февральская и октябрьская революции, гражданская война
Во время февральской революции в России, Завойко находился на нефтепромыслах общества «Санто» в Ферганской области, откуда он 12 марта 1917 года переехал в Баку. Приехав в Петроград 5 апреля 1917 года, Завойко собрал в своей квартире «более-менее одинаково настроенных людей», среди которых были Евгений Петрович Семёнов, Борис Алексеевич Суворин, Виктор Викторович Троцкий-Сенютович и полковник Владимир Дмитриевич Плетнев. На данной встрече была разработана программа контрреволюционной деятельности, возглавить которую должен был генерал Лавр Георгиевич Корнилов. Позже Завойко и Семенов создали издательство «Народоправная Россия» и журнал «Свобода в борьбе», который с 23 апреля 1917 года начал редактировать Завойко.
В конце мая 1917 года Завойко выехал на фронт в штаб 8-й армии в Черновицы к генералу Корнилову, где стал его адъютантом и ординарцем, а также служил прапорщиком в составе Текинского конного полка. В ночь на 30 августа 1917 года он выехал из Ставки Верховного главнокомандующего в Могилёве с письмом Корнилова к Алексею Максимовичу Каледину, но уже 31 августа был арестован в Гомеле и допрошен Следственной комиссией секции Гомельского Совета рабочих и солдатских депутатов. 1 сентября в Могилёв прибыла Чрезвычайная следственная комиссия Временного правительства по делу Корнилова, которая попросила прислать Завойко к ним, но председатель Временного правительства распорядился отправить его в Петроград на гауптвахту Управления петроградского коменданта. 7 сентября Завойко был допрошен чинами штаба Петроградского военного округа. При неизвестных обстоятельствах 20 октября 1917 года был освобождён из тюрьмы и эмигрировал в Лондон, где проживал под именем полковника Курбатова.

### Участие в Белом движении и эмиграция
В апреле 1919 года Завойко через Нью-Йорк, Токио и Владивосток прибыл в Омск под фамилией Курбатов, где после переворота и утверждения власти Колчака, в вагоне английского генконсульства предложил представителям Сибирской казачьей конференции выступить против него, но получил отказ. По воспоминаниям одного из руководителей Белого движения Антона Ивановича Деникина в 1920 году являлся начальником личной канцелярии атамана Григория Михайловича Семёнова, а затем уехал в Нью-Йорк. Позже, после установления власти Временного правительства Дальнего Востока — Приморской областной земской управы, генеральное консульство США во Владивостоке предложило председателю Александру Семёновичу Медведеву проект конституции «Основные законы Приморской области», составленный Завойко, на тот момент уже гражданином США. Проект состоял из 17 разделов и предусматривал создание демократической Приморской земской республики, а затем федерации на всей территории России, где область по правовому статусу напоминала штат США. Медведеву понравился проект, однако вскоре правительство было ликвидировано, в связи с вхождением области в состав Дальневосточной республики.
Был женат на Любови Марковне Рафалович (Рафаилович). Находился в эмиграции в США, штат Нью-Йорк. Похоронен на русском православном кладбище Ново-Дивеевского Успенского монастыря в городе Нануэт, штате Нью-Йорк.

## Комментарии
1. ↑  По некоторым данным в 1874.
2. ↑  С 1912 года его имя появляется в справочнике «Весь Петербург».
3. ↑  Такую дату назвал сам Завойко в своих показаниях Чрезвычайной следственной комиссии Временного правительства по делу Корнилова, по другим данным встреча состоялась 18 апреля.